# Władysław Syzyk
Władysław Jurijowycz Syzyk, ukr. Владислав Юрійович Сизик (ur. 14 lutego 2002) – ukraiński futsalista, grający na pozycji pomocnika.

## Kariera piłkarska
Wychowanek klubów Wołyń Łuck i BRW-VIK Włodzimierz Wołyński. W 2019 rozpoczął karierę piłkarską w barwach łuckiej drużyny Lubart. Latem 2023 przeniósł się do in.IT Lwów. W styczniu 2024 został zaproszony do klubu HIT Kijów, z którym zdobył mistrzostwo Ukrainy. Po zakończeniu sezonu jednak wrócił do lwowskiego klubu.

## Sukcesy i odznaczenia

### Sukcesy piłkarskie
HIT Kijów
- mistrz Ukrainy: 2023/24